# Episodi di Il commissario Köster (trentesima stagione)
La trentesima stagione della serie televisiva Il commissario Köster è stata trasmessa in prima visione negli Germania da ZDF dal 14 aprile 2006.
| n. | Titolo originale    | Titolo italiano           | Prima TV Germania | Prima TV Italia |
| -- | ------------------- | ------------------------- | ----------------- | --------------- |
| 1  | Racheengel          | Giustizia e vendetta      | 14 aprile 2006    |                 |
| 2  | Tod eines Mandanten | Sottile veleno            | 21 aprile 2006    |                 |
| 3  | Tödliches Schweigen | Dove finisce l'arcobaleno | 28 aprile 2006    |                 |
| 4  | Verlorene Kinder    | Appuntamento con la morte | 5 maggio 2006     |                 |